# خالد البلوشي (لاعب كرة قدم مواليد 1997)
خالد عبد الرحمن البلوشي (بالإنجليزية: Khaled Abdulrahman Al-Blooshi) (مواليد 18 أبريل 1997) هو لاعب كرة قدم إماراتي ، يجيد اللعب كحارس مرمى ، ويلعب حاليًا في نادي بني ياس الإماراتي . 

## مسيرة اللاعب
لعب في نادي بني ياس ونادي اتحاد كلباء.